# Alligator (fordon)
Alligator är beteckningen på en familj av bepansrade terrängfordon utvecklade av BAE Systems Hägglunds. 

## Bakgrund
Fordonet påbörjades att utvecklas 2005 och har sedan dess löpt parallellt med utvecklingen av SEP. Det som skiljer sig mellan de två fordonen är att Alligatorn är åttahjulig mot SEP som är sexhjulig, samt att Alligatorn har en mekaniskt drivlina istället för som SEP en elektrisk, vilken även möjliggjorde att SEP kunde vända runt sin egen axel. Alligatorn har även ett utvecklat och förbättrat pansar gentemot SEP.
Fordonet blev aktuellt i samband med att FMV:s upphandling av stridsfordon var tvungen att göras om. Hägglunds räknade i upphandlingen på att leverera 226 vagnar till två bataljoner. Den 13 augusti 2010 meddelade dock FMV att Patria AMV vann upphandlingen gällande ett nytt enhetsfordon till Försvarsmakten. I samband med att BAE Systems Hägglunds förlorade upphandlingen meddelades från företagets sida den 3 september 2010 att projektet avvecklas.